# Willy Stäheli
Willy Stäheli (* 6. April 1915 in Räuchlisberg; † 8. März 1996 in Binningen) war ein Schweizer Lehrer, Zeichner, Illustrator und Maler. Er schuf Illustrationen, Druckgrafiken, Zeichnungen und Temperagemälde.

## Leben und Werk
Willy Stäheli war der Sohn eines Buchhalters und liess sich zum Primarlehrer ausbilden. 1938 besuchte er die Kunstgewerbeschule Basel.
Stäheli zog 1952 mit seiner Familie von der Ostschweiz nach Binningen und belegte neben seiner Lehrtätigkeit Abendkurse in Malen und Zeichnen an der Kunstgewerbeschule Basel.
Er schuf zahlreiche Illustrationen, u. a. für diverse Schulbücher, sowie einhundert Tuschstiftzeichnungen für das Buch «Baselbieter Sagen». Dieses wurde 1976 von Paul Suter und dem Volkskundler und Schriftsteller Eduard Strübin (1914–2000) im Verlag Basel-Landschaft herausgegeben. Viele Werke von Stäheli entstanden auf Reisen, vor allem in Griechenland.